# Andrea Tonti
Andrea Tonti (Osimo, 16 de febrer del 1976) és un ciclista italià, ja retirat, que fou professional del 1999 al 2010.
Va començar la seua carrera com a ciclista professional a l'equip Cantina Tollo, l'any 1999. Ha passat per equips de la importància del Saeco, Lampre-Caffita o Quick Step. El 2010 es retirà i passà a exercir de director esportiu de l'equip continental D'Angelo & Antenucci-Nippo.
Entre les seues fites més importants cal destacar haver guanyat una etapa, la segona, de l'Euskal Bizikleta de l'any 2006 i haver guanyat eixe mateix any el desaparegut Gran Premi Fred Mengoni.

## Palmarès
- 1997
  - 1r al Gran Premi Colli Rovescalesi
- 1998
  - 1r al Gran Premi Somma
- 2006
  - 1r al Trittico Lombardo
  - 1r al Gran Premi Fred Mengoni
  - 1r dels Due Giorni Marchigiana
  - Vencedor d'una etapa de l'Euskal Bizikleta

### Resultats al Giro d'Itàlia
- 2004. 29è de la classificació general
- 2005. 55è de la classificació general
- 2007. Abandona (3a etapa)
- 2008. 33è de la classificació general

### Resultats a la Volta a Espanya
- 2007. Abandona (19a etapa)
- 2008. Abandona (18a etapa)